# کتاب یوئیل

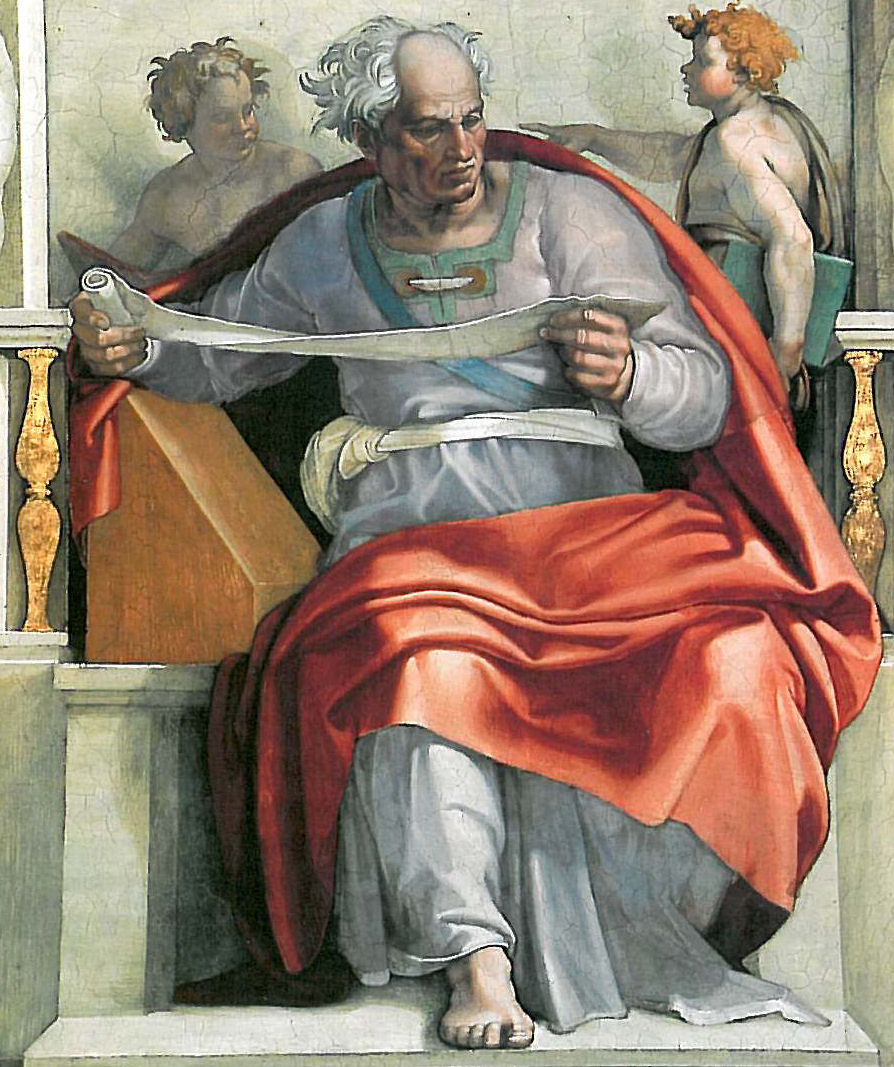
تصویر یوئیل. نگارگری از میکل آنژ

کتاب یوئیل (عبری: ספר יוֹאֵל Sefer Yo'él) یک متن یهودی است که مجموعه‌ای از «اعلان‌های الهی» را شامل می‌شود. اولین آیه نویسندگی آن را به «یوئل پسر پثوئل» نسبت می‌دهد. این کتاب بخشی از «کتاب دوازده پیامبر کوچک» یا «نبی‌ها» (نیوییم) در تورات است و به طور مستقل در عهد عتیق مسیحی نیز قرار دارد که در آن سه فصل دارد. در عهد جدید، پیشگویی او در مورد ریخته شدن روح‌القدس خدا بر تمام مردم به‌ویژه در موعظه پطرس در روز پنجاهه نقل شده است.
ارجاعات مکرر کتاب یوئل به متون قبلی تورات و نشانه‌هایی از تحول ادبی آن، حاکی از این است که این کتاب از منشأی دیرهنگام برخوردار بوده و پتانسیل این را داشته که به عنوان یک اثر متحدکننده در میان مجموعه نبوئی قرار گیرد.